# Sinogomphus asahinai
Sinogomphus asahinai – gatunek ważki z rodziny gadziogłówkowatych (Gomphidae).